# Bahnstrecke Holmestrand–Vittingfoss
| Brücke Sundbyfoss über den Sundbyelva 2011 |                   |                                                               |                                          |
| Holmestrand–Vittingfossbanen auf einer Landkarte von 1910 |                   |                                                               |                                          |
| Streckenlänge: | 29,8 km           |                                                               |                                          |
| Spurweite: | 1067 mm (Kapspur) |                                                               |                                          |
| Maximale Neigung: | 28,6 ‰            |                                                               |                                          |
| Minimaler Radius: | 100 m             |                                                               |                                          |
| |                   |                                                               |                                          |
| \| \| 29,80 \| Hvittingfoss (ab 1. Okt. 1902), vor 1. Jan. 1922: Vittingfoss \| 39 moh. \| \| \| \| Mossåsen \| \| \| \| 22,74 \| Kleppan (ab 1. Okt. 1902) \| 120 moh. \| \| \| 20,72 \| Haslestad (ab 1. Okt. 1902) \| 70 moh. \| \| \| 20,55 \| Lianelven (17 m) \| Lianelven (17 m) \| \| \| \| Tønsberg–Eidsfossbanen von Eidsfoss \| \| \| \| 19,40 \| Hof \| 68 moh. \| \| \| 17,10 \| Sundbyfoss \| 58 moh. \| \| \| \| Sundbyfoss bru (20 m) \| \| \| \| 13,40 \| Hildestad (bis 1926 Hillestad) \| 44 moh. \| \| \| \| Tønsberg–Eidsfossbanen nach Tønsberg \| \| \| \| 12,04 \| Hillestad plattform (1903, ab 1926 Hildestad plattform) \| 64 moh. \| \| \| 9,80 \| Island, ab 1921 Hynnås (ab 1. Okt. 1902) \| 95 moh. \| \| \| 7,50 \| Guldhaug (ab 1. Okt. 1902) \| 133 moh. \| \| \| 5,10 \| Ramberg (ab 1903) \| 110 moh. \| \| \| \| \| \| \| \| \| Vestfoldbanen von Drammen \| \| \| \| \| (ab 1910) \| \| \| \| \| Holmestrand \| 1 moh. \| \| \| 0,00 \| Holmestrand privatbanestasjon \| Holmestrand privatbanestasjon \| \| \| 2,38 \| Innlofjellet tunnel (1902, 342 m) \| Innlofjellet tunnel (1902, 342 m) \| \| \| 1,27 \| Gausen Bahnbetriebswerk \| Gausen Bahnbetriebswerk \| \| \| 1,53 \| \| \| \| \| 1,63 \| Reversen (kein offizieller Personenhalt) \| Reversen (kein offizieller Personenhalt) \| \| \| \| Vestfoldbanen nach Tønsberg \| \| Quellen: |                   |                                                               |                                          |
| Kopfbahnhof Streckenanfang (Strecke außer Betrieb) | 29,80             | Hvittingfoss (ab 1. Okt. 1902), vor 1. Jan. 1922: Vittingfoss | 39 moh.                                  |
| Haltepunkt / Haltestelle (Strecke außer Betrieb) |                   | Mossåsen                                                      | Mossåsen                                 |
| Bahnhof (Strecke außer Betrieb) | 22,74             | Kleppan (ab 1. Okt. 1902)                                     | 120 moh.                                 |
| Bahnhof (Strecke außer Betrieb) | 20,72             | Haslestad (ab 1. Okt. 1902)                                   | 70 moh.                                  |
| Brücke über Wasserlauf (Strecke außer Betrieb) | 20,55             | Lianelven (17 m)                                              | Lianelven (17 m)                         |
| Abzweig geradeaus und von links (Strecke außer Betrieb) |                   | Tønsberg–Eidsfossbanen von Eidsfoss                           | Tønsberg–Eidsfossbanen von Eidsfoss      |
| Bahnhof (Strecke außer Betrieb) | 19,40             | Hof                                                           | 68 moh.                                  |
| Bahnhof (Strecke außer Betrieb) | 17,10             | Sundbyfoss                                                    | 58 moh.                                  |
| Brücke über Wasserlauf (Strecke außer Betrieb) |                   | Sundbyfoss bru (20 m)                                         | Sundbyfoss bru (20 m)                    |
| Bahnhof (Strecke außer Betrieb) | 13,40             | Hildestad (bis 1926 Hillestad)                                | 44 moh.                                  |
| Abzweig geradeaus und nach rechts (Strecke außer Betrieb) |                   | Tønsberg–Eidsfossbanen nach Tønsberg                          | Tønsberg–Eidsfossbanen nach Tønsberg     |
| Haltepunkt / Haltestelle (Strecke außer Betrieb) | 12,04             | Hillestad plattform (1903, ab 1926 Hildestad plattform)       | 64 moh.                                  |
| Bahnhof (Strecke außer Betrieb) | 9,80              | Island, ab 1921 Hynnås (ab 1. Okt. 1902)                      | 95 moh.                                  |
| Bahnhof (Strecke außer Betrieb) | 7,50              | Guldhaug (ab 1. Okt. 1902)                                    | 133 moh.                                 |
| Haltepunkt / Haltestelle (Strecke außer Betrieb) | 5,10              | Ramberg (ab 1903)                                             | 110 moh.                                 |
| Strecke von links (außer Betrieb) · Strecke nach rechts (außer Betrieb) |                   |                                                               |                                          |
| Strecke (außer Betrieb) · Strecke |                   | Vestfoldbanen von Drammen                                     | Vestfoldbanen von Drammen                |
| Strecke (außer Betrieb) · Abzweig geradeaus und ehemals nach links · Strecke von rechts (außer Betrieb) |                   | (ab 1910)                                                     | (ab 1910)                                |
| Strecke (außer Betrieb) · Bahnhof · Strecke (außer Betrieb) |                   | Holmestrand                                                   | 1 moh.                                   |
| Strecke (außer Betrieb) · Strecke · Bahnhof (Strecke außer Betrieb) | 0,00              | Holmestrand privatbanestasjon                                 | Holmestrand privatbanestasjon            |
| Tunnel (Strecke außer Betrieb) · Strecke · Strecke (außer Betrieb) | 2,38              | Innlofjellet tunnel (1902, 342 m)                             | Innlofjellet tunnel (1902, 342 m)        |
| Strecke (außer Betrieb) · Strecke · Bahnhof (Strecke außer Betrieb) | 1,27              | Gausen Bahnbetriebswerk                                       | Gausen Bahnbetriebswerk                  |
| Abzweig geradeaus und von links (Strecke außer Betrieb) · Kreuzung geradeaus unten (Querstrecke außer Betrieb) · Strecke nach rechts (außer Betrieb) | 1,53              |                                                               |                                          |
| Betriebsstelle Streckenende (Strecke außer Betrieb) · Strecke | 1,63              | Reversen (kein offizieller Personenhalt)                      | Reversen (kein offizieller Personenhalt) |
| Strecke |                   | Vestfoldbanen nach Tønsberg                                   | Vestfoldbanen nach Tønsberg              |

Die Bahnstrecke Holmestrand–Vittingfoss (norwegisch Holmestrand–Vittingfossbanen (HVB)) war eine schmalspurige Bahnstrecke in Norwegen. Die am 30. September 1902 eröffnete und am 1. Juni 1938 stillgelegte Strecke führte von Holmestrand in Vestfold nach Hvittingfoss in Buskerud.
Die Grundlage für die Strecke war das Zellstoffwerk Vittingfos Træsliberi (Vittingfos Brug) in Hvittingfoss. Dort wurde der Zellstoff abtransportiert, der aus dem über den Numedalslågen geflößten Holz produziert  wurde.

## Holmestrand–Vittingfossbanen

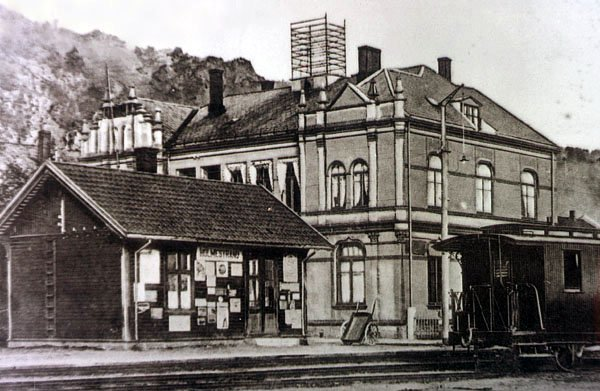
Holmestrand privatbanestasjon 1910

Der Bau der Strecke durch die private Aktiengesellschaft Holmestrand–Vittingfossbanen wurde am 23. Juli 1886 vom Storting beschlossen. Die Konzession für den Bau der Strecke wurde am 6. Februar 1899 erteilt. Das Aktienkapital der Gesellschaft betrug 684.788 Kronen, der Streckenbau kostete 1,06 Millionen Kronen. Der Staat gewährte dafür ein zinsloses Darlehen.
Die Strecke war in den ersten zehn Jahren sehr profitabel und 1910/1911 betrug der Überschuss 29.713,29 Kronen, das waren 21,75 % der Einnahmen.
Ab 1927 gab es einen gemeinsamen Betriebsleiter für diese Strecke sowie für die ebenfalls private Tønsberg–Eidsfossbanen.

## Vestfold Privatbaner
1934 erfolgte der Zusammenschluss der beiden Gesellschaften Holmestrand–Vittingfossbanen und Tønsberg–Eidsfossbanen zur A/S Vestfold Privatbaner. Der Personenverkehr auf der HVB wurde am 27. September 1931 eingestellt. Der Güterverkehr war von 1935 an wegen der Schließung der Vittingfos Brug zeitweise eingestellt, da keine Güter zu befördern waren.
Die Strecke wurde vom Staat 1938 übernommen und am 1. Juni 1938 stillgelegt. Sämtliche Schienen wurden entfernt.

## Streckenführung
Die Strecke wurde in zwei Teilen gebaut. Ein Streckenteil führte von Holmestrand nach Hillestad, der zweite von Hof nach Hvittingfoss. Die Verbindung zwischen Hillestad und Hof stellte die ein Jahr zuvor eröffnete Bahnstrecke Tønsberg–Eidsfoss her. Für die Benutzung der Strecke bezahlte die Holmestrand–Vittingfossbanen Miete.
Die Strecke zwischen Holmestrand und Hvittingfoss ist durch große Höhenunterschiede gekennzeichnet. Die Strecke wurde mit einem Anstieg von 25 Promille und einem Kurvenradius von 100 Metern gebaut. Dies reichte nicht aus, um die Höhe zu überwinden. So wurde die Strecke erst nach Reversen geführt. Dort wurden die Züge gewendet, um weitere Höhe zu gewinnen. Reversen war eine Haltestelle und diente ferner zur Be- und Entladung für die dortige Milchfabrik.
Hinunter nach Hvittingfoss führte die Strecke in einer großen Schleife. In Holmestrand hatte die Bahn einen eigenen Bahnhof in der Havnegate am Dr. Graaruds plass.
Die Route nach Holmestrand traf nördlich des Bahnhofes Holmestrand auf die Vestfoldbane, führte weiter an der Küste entlang und erreichte bei der Havnegate Holmestrand privatbanestasjon. Von dort ging es weiter über das heutige Industriegebiet, entlang Backers gate und Hagemannsveien nach Gausen, wo sich das Betriebswerk befand. In Gausen kreuzte die Strecke die Vestfoldbane und endet in Reversen holdeplass in der Vestfoldgate, wo der Zug seine Richtung ändern musste.
Die Fahrzeit zwischen den Stationen betrug über 90 Minuten für eine Strecke von 31 Kilometern. Die Entfernung auf der Straße betrug nur 23 Kilometer, wobei der Zug geringere Steigungen zu überwinden hatte.

## Lokomotiven
Für den Betrieb der Strecke wurden mehrere Dampflokomotiven beschafft. Einige davon sind hier genannt:
| Nummer | Name         | Bauart    | Achsfolge | Hersteller            | Fabr.-Nr./ Baujahr | Besonderes             |
| ------ | ------------ | --------- | --------- | --------------------- | ------------------ | ---------------------- |
|        | HOLMESTRAND  | Tenderlok | 1 D 1     | Krauss & Cie, München | 4630 / 1901        | etwa 1935 ausgemustert |
|        | HVITTINGFOSS | Tenderlok | 1 D 1     | Krauss & Cie, München | 4647 / 1901        | etwa 1935 ausgemustert |

1931 waren eine Tenderlokomotive mit drei gekuppelten Achsen, eine Schlepptenderlokomotive mit drei gekuppelten Achsen sowie die beiden oben aufgeführten Tenderlokomotiven mit der Achsfolge 1 D 1 vorhanden.

## Reste der Bahnstrecke
Von der Strecke und den Gebäuden waren der Bahnhof und der Güterschuppen in Hvittingfoss und der Lokschuppen in Holmestrand erhalten. Allerdings brannte am 27. April 2013 der Bahnhof in Hvittingfoss ab.
Der Lokschuppen von Gausen ist intakt und wird als Garage genutzt.

## Museumsforeningen Vestfold Privatbaner
Südlich der Hillestad-Schule in Hynnås hat der Verein Museumsforeningen Vestfold Privatbaner 150 Meter Gleis neu aufgebaut. Es wurde eine Kopie des Stationsgebäudes Ramnes der ehemaligen Tønsberg–Eidsfossbanen neu aufgebaut, dazu wurde 2013 mit dem Bau eines kleinen Lokschuppens begonnen. Ein Narvesen-Kiosk ist ebenfalls vorhanden. Das Gleisstück wird für Draisinenfahrten benutzt.